# Nordische Skiweltmeisterschaften 1925/Teilnehmer (Österreich)
| Goldmedaillen | Silbermedaillen | Bronzemedaillen |
| ------------- | --------------- | --------------- |
| —             | —               | —               |

Österreich nahm an den nachträglich zu den Nordischen Skiweltmeisterschaften von 1925 erklärten Rendezvous-Rennen in Johannisbad im tschechoslowakischen Teil des Riesengebirges mit einer Delegation von zumindest 10 Athleten teil.
Drei weitere österreichische Skiläufer, namentlich Sepp Bildstein und Hans Mayringer, beide vom Ö.W.S.C. Wien, sowie der Grazer Harald Paumgarten (V.S.S. Graz) gaben Nennungen ab, scheinen aber in den Ergebnislisten nicht auf. Dazu muss festgehalten werden, dass noch ein Österreicher am Dauerlauf über 50 km teilgenommen hatte, den Wettbewerb aber nicht beenden konnte und daher nicht im Klassement aufscheint.
Die erfolgreichsten österreichischen Teilnehmer waren der Skipionier Peter Radacher sen. aus Mühlbach am Hochkönig im Bundesland Salzburg mit einem guten 7. Rang in der Nordischen Kombination und einem 11. Platz im Skilanglauf über 18 km sowie der Salzburger Heinz Hinterauer mit einem 12. Platz im Skispringen und einem 14. Rang in der Nordischen Kombination.

## Teilnehmer des AÖSV und ihre Ergebnisse
| Sportler              | Verein      | Skilanglauf 18 km | Skilanglauf 50 km | Skispringen Großschanze | Nordische Kombination |
| --------------------- | ----------- | ----------------- | ----------------- | ----------------------- | --------------------- |
| Leopold Balaun        | Ö.T.C. Wien | 89.               | –                 | –                       | –                     |
| Engelbert Geyschläger | Ö.T.C. Wien | 90.               | –                 | –                       | –                     |
| Hans Rattay           | Ö.T.C. Wien | 70.               | –                 | 37.                     | 28.                   |
| Friedrich Speyer      | Ö.S.V. Wien | 72.               | –                 | –                       | –                     |

| Goldmedaillen | Silbermedaillen | Bronzemedaillen |
| ------------- | --------------- | --------------- |
| —             | —               | —               |

## Teilnehmer des ÖSV und ihre Ergebnisse
| Sportler            | Verein                 | Skilanglauf 18 km | Skilanglauf 50 km | Skispringen Großschanze | Nordische Kombination |
| ------------------- | ---------------------- | ----------------- | ----------------- | ----------------------- | --------------------- |
| Balthasar Egger     | WSV Kitzbühel          | 30.               | –                 | DNF                     | DNF                   |
| Heinz Hinterauer    | Skiclub Salzburg       | 41.               | –                 | 12.                     | 14.                   |
| Franz Keglovitsch   | Ski-Vgg. Bischofshofen | 76-81             | –                 | 24.                     | 26.                   |
| Heinrich Löry       | Ö.W.S.C. Wien          | 57.               | –                 | –                       | –                     |
| Fridtjof Paumgarten | V.S.S. Graz            | 29.               | –                 | 32.                     | 16.                   |
| Peter Radacher I    | Skiklub Mühlbach       | 11.               | –                 | 23.                     | 7.                    |